# IT Tower
Der IT Tower, oder auch Tour ITT (International Telephone and Telegraph Corporation) ist ein Hochhaus in der belgischen Hauptstadt Brüssel. Es befindet sich etwas abseits der Innenstadt an der Avenue Louise/Louizalaan, direkt gegenüber der Abtei La Cambre. Zusammen mit dem Blue Tower und dem Tour Louise ist es eines von drei Hochhäusern, die im Laufe der 1960er und 1970er Jahre in dieser Gegend gebaut wurden.

## Geschichte
Der Bau des Turms fand in einer Zeit statt, zu der die Brüsselisierung keine Grenzen zu haben schien. Trotz vieler öffentlicher Beschwerden wurde 1968 mit dem Bau des Gebäudes begonnen. 1971 wurden die Bauarbeiten abgeschlossen und der damals noch Tour ITT genannte Turm offiziell eröffnet. Das Gebäude ist knapp 102 Meter hoch und hat 25 Etagen. Der Turm selbst ist nur 80 Meter hoch, die Endhöhe von 102 Metern wird nur mit dem sich an der Außenseite befinden Aufzugsschacht erreicht. Zur Zeit der Fertigstellung war es eines der höchsten Gebäude der Stadt und des Landes und zählt noch heute zu den höchsten Gebäuden in Belgien.
Vom 12. November 2013 bis zum 12. April 2014 befand sich auf dem Dach des Aufzugsschacht ein Restaurant namens The C Experience. Der Raum, der komplett aus Glasswänden bestand und somit eine einzigartige Sicht auf die Stadt Brüssel ermöglichte, war mittags und abends für Gäste geöffnet.

Panoramaansicht der Abtei La Cambre mit dem Tour IT links im Bild